# Shams ad-din Tabrizi

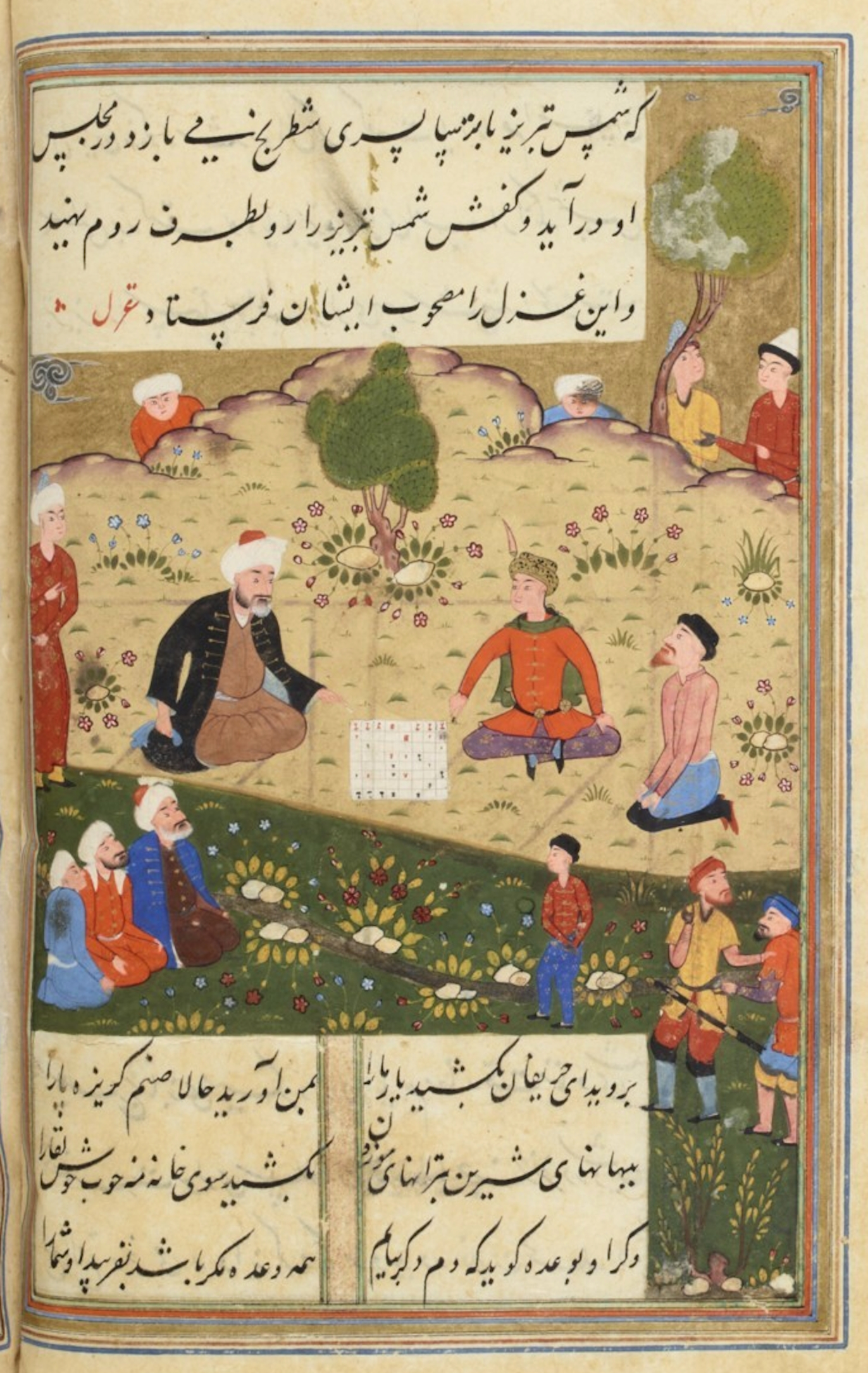
Shams ad-Din Tabriz som han avbildas i en bild från 1500 på en sida av ett exemplar av Rumis dikt som är tillägnad honom.

Shams ad-din Tabrizi, död ca 1248, andlig mentor åt Jalal ad-din Rumi och författare till verket Maqalat (Artiklar). Shams levde med Rumi i staden Konya i nuvarande Turkiet och var gift med den senares styvdotter Kimiya Khatun. Han försvann spårlöst en natt. Hans grav finns i staden Khoy i Iran.